# Vasculites associadas ao ANCA
Vasculites associadas ao ANCA (VAA) são doenças causadas por vasculites nas quais os anticorpos anti-citoplasma de neutrófilos (ANCAs) podem ser detectados no sangue.

## Tipos
As três vasculites associadas ao ANCA são a síndrome de Churg-Strauss, a poliangiite microscópica e a granulomatose de Wegener. Todas elas são caracterizadas por uma vasculite de pequenos vasos.
A poliarterite também se manifesta com ANCA.